# Ambiente virtual colaborativo
Um ambiente virtual colaborativo é onde participantes podem estar fisicamente juntos ou não. O que precisam é colaborar num ambiente que possam se encontrar e interagir de forma tridimensional, compartilhar e manipular em tempo real as informações numa simulação de um mundo real ou imaginário que estejam num espaço virtual comum. Sua propagação aconteceu ao mesmo tempo que apareceu o termo ciberespaço, que foi difundido através do livro Neuromancer de William Gibson, publicado em 1984.
O conceito popularizado nesse livro foi expressivo para desenvolvedores de sistemas de realidade virtual e para acadêmicos, o que originou em como as pessoas enxergam o que é um ambiente virtual colaborativo: "um sistema de realidade virtual distribuído que simula graficamente em tempo real ou imaginário, onde usuários, representados por seus avatares, estão simultaneamente presentes, navegam e interagem com objetos e outros usuários."
Diferentes pesquisadores desassociam a representação gráfica dos ambientes virtuais de aprendizagem e deixam um conceito mais aberto, caracterizando também como espaços compartilhados. Mas a forma não precisa ser tridimensional. A forma pode ser tridimensional, bidimensional ou textuais. "O ponto principal destes ambientes está em combinar tecnologia com interação/comunicação de humanos”.
Um ambiente virtual colaborativo é um espaço de realidade virtual para que as pessoas se conheçam, interajam, compartilhem, seja com outras pessoas, ou com objetos virtuais, ou com agentes como se estivessem fisicamente no mesmo local.   

## Elementos de um ambiente virtual colaborativo
Ambiente virtual colaborativo é encontrado na literatura também como outros nomes, sendo eles: networked virtual environments, distributed virtual environments, metaversos e demais. Tanto faz a nomenclatura adotada ou o pesquisador, todos possuem conceitos de espaço virtual compartilhado, avatares, navegação, interação e integração entre as pessoas do grupo. 

## História de um ambiente virtual colaborativo
Historicamente o primeiro ambiente virtual colaborativo foi criado em 1974 e se chamava Maze War. Basicamente tratava-se de um jogo em que os usuários andavam num labirinto e um atiravam no outro. A partir dele, os conceitos acabaram se tornando padrões num ambiente virtual colaborativo, como a ideia de navegação, com mensagens instantâneas a serem utilizadas para a comunicação e s utilização de robôs como jogadores. 
Em 1983 foi criado o SIMNET que deu origem ao protocolo distributed interactive simulation, o padrão IEEE para simulações interativas distribuídas onde a primeira versão foi lançada em 1993. E a partir daí o ambiente virtual colaborativo foi criado pelas limitações desses. Já no meio acadêmico, o primeiro ambiente virtual colaborativo que se teve notícia se chamou realidade construída para dois ou reality built for two, em meados de 1990. Desde então existe uma extensa bibliografia sobre o assunto. A Linden Labs desenvolveu o Second Life, o primeiro ambiente virtual colaborativo criado fora da área de jogos e atingiu uma grande gama de usuários em 2002.  

## Identidade, iteração e presença
A ideia central é reproduzir o que existe no mundo real, o que fornece uma interação mais rica entre os integrantes.   